# Adele Dunlap
Adele Dunlap (Newark (New Jersey), 12 december 1902 – Flemington (New Jersey), 5 februari 2017) was een Amerikaanse supereeuweling. 

## Biografie
Adele Dunlap was gehuwd met Earl Dunlap. Samen kregen ze drie kinderen. Earl overleed in 1963 op 61-jarige leeftijd. Dunlap had zeven kleinkinderen, zestien achterkleinkinderen en drie achter-achterkleinkinderen. 
Na de dood van Goldie Michelson op 8 juli 2016 werd ze de oudst levende persoon in de Verenigde Staten. Ze was niet de oudste Amerikaanse, want kloosterzuster Marie-Josephine Gaudette leefde in Italië en had de Amerikaanse nationaliteit behouden.